# Peter Musevski
Peter Musevski (12 de juny de 1965 - 18 de març de 2020) va ser un actor eslovè. Va néixer a Ljubljana, Eslovènia. Va estudiar interpretació teatral a l'Acadèmia de Cinema de Ljubljana (AGRFT). Va aparèixer en moltes pel·lícules guardonades que van rebre premis als festivals més eminents del món.
Musevski va morir el 18 de març de 2020, als 54 anys.

## Filmografia selecta
- 1993: Ko zaprem oči (de Franci Slak)
- 1999: TV dober dan (de Vojko Anzeljc) (sèrie de televisió)
- 2001: Kruh in mleko (de Jan Cvitkovič)
- 2003: Rezervni deli (de. Damjan Kozole)
- 2005: Uglaševanje (d'Igor Šterk)
- 2005: Delo osvobaja (de Damjan Kozole)
- 2007: I’m from Titov Veles (de Teona Mitevska)
- 2008: Za vedno (de Damjan Kozole)
- 2009: Slovenka (de Damjan Kozole)
- 2010: Moji, tvoji, najini (de Siena Krušič) (sèrie de televisió)
- 2013 Adria blues de Miroslav Mandič
- 2016: Nočno življenje (de Damjan Kozole)
- 2020: V imenu ljudstva (de Vojko Anzeljc) (sèrie)

## Premis
- Menció a la millor interpretació masculina a la XXIII edició de la Mostra de València per Kruh in mleko[4]